# Limfangitis
Limfangitis (upala limfnih žila) i limfadenditis (Upala limfnih čvorova) često se javljaju kod akutnih gnojnih upala uzrokovanih streptokokima i stafilokokima. Iz upalnih žarišta bakterije dolaze u limfne čvorove i tu uzrokuju upalne promjene. Limfangiitis se javlja u obliku crvenih pruga koje idu prema limfnim čvorovima. Limfadenditis dovodi do povećanja regionalnih limfnih čvorova nerijetko uz povišenu temperaturu. Ako dođe do gnojne upale, omekšaju limfni čvorovi i javlja se fluktuacija.

## Liječenje
Prije svega liječi se mjesto gnojne upale, oboljelu okrajinu treba imobilizirati, primijeniti antibiotike, a kod gnojne upale limfnog čvora potrebni su incizija i dreniranje.
|  | Molimo pročitajte upozorenje o korištenju medicinskih informacija. Ne provodite liječenje bez savjetovanja s liječnikom! |